# Muhamed Toromanović
Muhamed Toromanović (* 9. April 1984 in Cazin, SR Bosnien und Herzegowina, SFR Jugoslawien) ist ein bosnisch-herzegowinischer Handballspieler, der zumeist als Kreisläufer eingesetzt wird.

## Karriere
Der 1,94 m große und 110 kg schwere Rechtshänder stammt aus der Talentschmiede von RK Bosna Sarajevo. Ab 2003 stand er im Aufgebot der 1. Mannschaft. Mit Sarajevo wurde er dreimal Meister und zweimal Pokalsieger. International erreichte er das Halbfinale im Europapokal der Pokalsieger 2006/07.
2008 wechselte er zum dänischen Verein KIF Kolding, mit dem er 2009 die Meisterschaft errang. Mit Kolding stand er im Achtelfinale des Europapokal der Pokalsieger 2008/09 und der EHF Champions League 2009/10 und 2010/11. Anschließend unterschrieb er beim polnischen Klub Wisła Płock. In der Champions League 2011/12 und 2013/14 erreichte er erneut das Achtelfinale. Nach der Vizemeisterschaft 2014 verließ er Płock. Anschließend unterschrieb er beim französischen Aufsteiger US Créteil HB.
In der Bosnisch-herzegowinischen Nationalmannschaft debütierte Muhamed Toromanović am 2. Juni 2003 gegen Kroatien und bestritt bisher 111 Länderspiele, in denen er 383 Tore erzielte.

## Erfolge
- Bosnisch-herzegowinischer Meister 2006, 2007 und 2008
- Bosnisch-herzegowinischer Pokalsieger 2004 und 2008
- Dänischer Meister 2009